# Kriechbaumerella ornatipennis
Kriechbaumerella ornatipennis is een vliesvleugelig insect uit de familie bronswespen (Chalcididae). De wetenschappelijke naam is voor het eerst geldig gepubliceerd in 1902 door Cameron.